# Michael Chukwunwike Odibe
Michael Chukwuwike Odibe est un footballeur nigérian, né le 23 juillet 1988 à Lagos. Il évolue au poste de défenseur central.

## Palmarès
Vierge